# جون جوردن كريتندن الثالث
جون جوردن كريتندن الثالث (بالإنجليزية: John Jordan Crittenden III)‏ هو عسكري أمريكي، ولد في 5 يونيو 1854، وتوفي في 25 يونيو 1876 بسبب قتل في المعركة.